# カッティングプロッタ

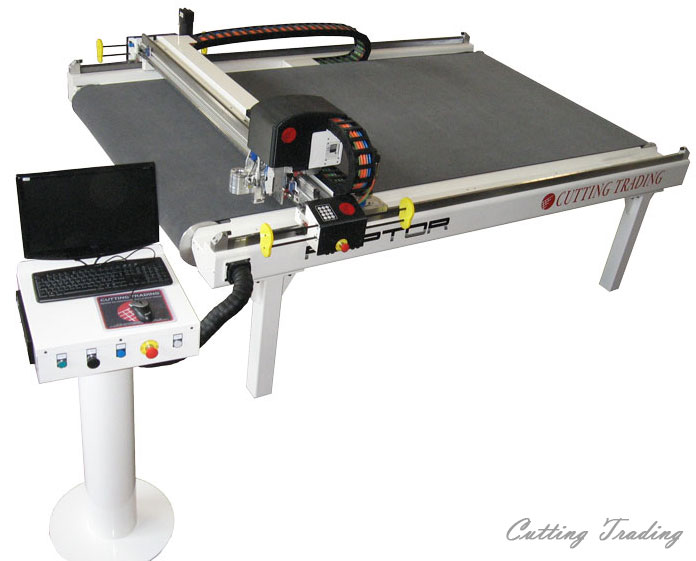
カッティングプロッターの一例。業務用。

カッティングプロッター（英: cutting plotter、vinyl cutterあるいはvinyl sign cutter）は、シート状のものを切るためのプロッターのこと。

## 概要
カッティングプロッターは、コンピュータ制御により、入力されたデータにもとづいて動く。あらかじめドローソフト（＝線的な情報、ベクター情報として図形などを内部的に表現したり編集するソフトウェア）やCADソフトなどを用いて、線を表現したデータ群を作成しておき、そのデータをカッティングプロッターと接続したPCのプロッター制御ソフトに入れたりあるいはプロッターに入力や転送することで、そのデータの線をなぞるようにプロッターのナイフが動き、シートが切断される。カッティングプロッターのハードウェアはペン式のプロッターとほぼ同じだが、ペンの代わりに非常に鋭利なナイフが取り付けられており、ナイフが指定された線上を移動しつつシートを切断してゆく。ナイフはプロッターのペンと似たような形状で、大抵は玉軸受に取り付けられていて、切りすすむ方向に自然と刃先の向きが回転するようになっている。ナイフがシートに接する圧力も制御できるようになっていることが一般的である。
用途
用途は様々である。たとえばステッカーづくりや、ポスター・看板のパーツづくりに用いられている。また店舗の窓やショーウィンドーに装飾をほどこしたり広告を表示したり、また自動車やバイクのボディーに装飾性のデザインを追加したり社名などを表示すること、つまりバイナルグラフィックスにも用いられている。型紙を切り出すためにも用いられている。被服工場で衣服の材料となる布をカットするためにも用いられている。Tシャツに文字や装飾をあとづけするためにも用いられている。その他、シート状の材料を扱う工場で用いられている。
切る対象
何かに貼りつけるシートを作る場合は、「マーキングフィルム」や「装飾用シート」や「カッティングシート」などと呼ばれる、ビニールシートの裏に接着剤および裏紙がついたものを用いる。シートは様々な色のものが販売されている。シワがつかないようにロール紙のような形で販売されており、24インチ、36インチ、48インチの幅のロールが主流である。
カッティングプロッターは一枚のシートを切断加工するので、加工するシートは通常 単色であるので、単色の図形（や文字）が作られる。多色のものをつくりたい場合は、異なった色のシートを複数枚用意し、切り抜いたものを組み合わせる必要があり、細かい絵ではかなり根気のいる作業となる。
磁石マットも薄いものならばカットすることができる。

## 歴史
- 1987年、Summa社（ベルギー）がビニールカッター DMP40VおよびDMP-65Cを発売[2]。
- 1988年、Roland社がPNC-1000（CAMM-1シリーズの最初の機種）を発売。
- 1996年、Roland社がSTIKA STX-7というコンパクトなカッティングプロッターを発売。
- 1997年にRoland社が「CAMMJET CJ-70」というワイド版の（プロッター兼）カッティングプロッターを発売。
- 2013年末、ブラザー工業が「ScanNCut」CM110、という世界初のスキャナー内蔵のカッティングプロッターを発売。

以前は業務用の機種が主であったが、近年は、家庭用でも購入できる低価格で、かつUSB接続で簡単にPCに接続できる機種が各社から発売され、普及しつつある。ペーパークラフトの素材の切り抜き等にも使用される。（なおカッターの代わりにペンを装着することで、通常のプロッターのように描画も可能な機種もある。トンボ機能により自動的にプリントされた線に沿って切り抜く機種もある。）
カッティングプロッターは、看板やポスターの製作現場では使われることが減っている。今では大判のインクジェットプリンターで紫外線に耐性のある特殊なインクを使って描画するのが主流で、布・ビニール・プラスチックシートに直接印刷可能である。インクジェットプリンターであるから多色印刷が可能で、微妙な色の変化や写真の印刷が可能で、カッティングプロッターより優れている。しかし、大判のインクジェットプリンターで印刷した絵などをその輪郭に合わせて切り抜く作業にカッティングプロッターが今でもよく使われている。例えば、店舗の窓に貼り付ける広告などでよく使われる。

## カッティングテーブル
カッティングプロッターは一般に、ロールまたはシート状の、紙で裏打ちしてあるビニールシートの、ビニールの層を切り抜く。例えば文字を切り抜く場合、裏の紙が切り抜いた部分の位置関係がずれないように保持している。このため、布や皮革のように裏から保持できない素材を切り抜くことはできない。
カッティングテーブルはロールフィードの代わりに平らなバキューム式のテーブルになっている。テーブル表面には小さな穴が無数に開いている。布地などの素材をテーブル上に置いてプラスチックのシートをその上に被せる。真空ポンプでそれらをテーブルに吸着して密着させ、ずれないようにする。そして、フラットベッド型のプロッターのように動作して様々な刃先を駆使し、布地を切り抜いていく。上に被せたプラスチックシートも切り抜かれるため、ポンプの吸着力が弱くなっていくが、それほど重大ではない。
このようにして様々な柔らかい素材を切り抜くことができる。また、通常のカッティングプロッターでは不可能な分厚い素材や重い素材にも対応可能である。

## 主なメーカーと製品
以下、社名、本社所在地、製品シリーズ名などを記す。
- グラフテック株式会社（日本、神奈川県）
- ローランド ディー. ジー.・STIKA
- ブラザー工業・ScaNCut
- MIMAKI（日本、長野）[3]
- Eastman（米国、ニューヨーク州バッファロー）[4]
- GERBER TECHNOLOGY、（米国コネチカット州Tolland）、GERBERcutters[5]
- Colex（米国、ニュージャージー州）
- GCC（台湾、台北）[6]
- INFOTEC CNC、（ポーランド、Nekla）[7]
- SUMMA、（ベルギー、GISTEL）・SUMMACUT